# النهاية: فلم ناروتو
النهاية: فيلم ناروتو، هو فيلم أنمي ياباني تم عرضه في اليابان يرتكز على مسلسل ناروتو من تأليف ماساشي كيشيموتو وموسيقى وألحان ياسوهارو تاكاناشي والفيلم ياباني اللغة أيضا .وسيكون الفيلم العاشر من إجمالي أفلام مسلسل ناروتو ككل والفيلم السابع من أفلام مسلسل ناروتو شيبودن وسيكون أول مدخل إلى مشروع «بداية الحقبة الجديدة» (新時代開幕プロジェクト) الذي يصور شخصيات المسلسل على أنهم بالغون فتيون.وسيساهم ماساشي كيشيموتو مؤلف مانغا ناروتو في كتابة النص وتصميم الشخصيات. وسوف يعرض في اليابان في المسارح تم إطلاقه وإصداره في 6 ديسمبر 2014 وهذا سيجعله الفيلم الأول في تاريخ وكالة أنمي ناروتو الذي سيتم إطلاقه بعد سنتين على إطلاق الفيلم الذي سبقه. وقد تم الإعلان عن الفيلم في موعد احتفال جمب السنوي (بالإنجليزية: Jump Festa) الذي تقيمه شوئيشا. وستكون أول مرة في تاريخ وكالة إنمي ناروتو أنها ستكون عطلة السنة في وقت إصدار الفيلم. وقد تم الكشف عن أول المشاهد التمهيدية للفيلم في 31 يوليو 2014 بفيديو لمدة 25 ثانية.

## القصة
يتحدث هذا الفيلم عن حب هيناتا الشديد  لناروتو، فتبدأ بخيط وشاح أحمر له كل ليلة لخجلها من الاعتراف له بمشاعرها ويتميز هذا الفيلم بإرسال فريق يتكون من ناروتو،هيناتا،ساكورا، ساي وشيكامارو من طرف الهوكاجي السادس كاكاشي لإنقاذ هانابي شقيقة هيناتا الصغرى المختطفة ثم تختفي هيناتا بعد ظهور المدعو تونيري والذي اختطف أختها الصغرى والساعي نحو الفوز بأعين البياكوجان الأسطورية ثم بعد ذلك يتخذ ناروتو قراره بعد إحساسه بمشاعر هيناتا تجاهه بعد اطلاعه على ذكرياتها والعشق الذي تكنه له ثم يتوجه لاستعادة هيناتا من تونيري الساعي للزواج بها ويواجه ناروتو تونيري ويتمكن من الفوز عليه والقضاء على تينسيجان بمساعدة هيناتا وفي الأخير يبدأ ناروتو وهيناتا  بتذكر ما مروا به من لحظات ويعترف ناروتو بحبه لها ويقبلان بعضهما. وينتهي الفيلم بزواج ناروتو وهيناتا وفيما بعد يرزقان بطفلين فتى اسمه بوروتو وفتاة اسمها هيماواري.

## روابط خارجية
- مقالات تستعمل روابط فنية بلا صلة مع ويكي بيانات
- الموقع الرسمي
- movie14/ موقع تلفزيون طوكيو